# A (álbum)
A es el decimotercer álbum de la banda inglesa Jethro Tull lanzado en 1980.
Con este álbum, lejos quedaron los primeros tiempos del grupo con apariencia de vagabundos, largas melenas y aspecto siniestro. En la portada, Ian Anderson se ha cortado el pelo y se muestra vestido de blanco impoluto: un cambio radical, un viaje al futuro. El disco supone la incorporación de la música electrónica al estilo de la banda.
En realidad dicho álbum pensaba ser el primero de Anderson en solitario (anterior, por tanto, a Walk into Light), una vez idos el resto de miembros de la banda, excepto el inseparable Martin Barre; pero la discográfica lo animó a publicarlo bajo el nombre de Jethro Tull.
El título A (de Anderson) sería la identificación dada a dichas grabaciones en el estudio.
Para este disco Ian Anderson logró la colaboración del teclista y violinista Eddie Jobson, ex UK y Roxy Music, músico con un estilo muy diferente a los Jethro Tull. Esto provocaría una gran controversia entre los incondicionales de la banda.
Muchos críticos consideran este álbum como el comienzo del declive del grupo, siendo su anterior álbum, Stormwatch, el último gran disco de Jethro Tull.

## Puesto en las listas de éxitos
- Puesto en las listas de EE. UU.: 30.
- Puesto en las listas de UK: 25.

## Lista de temas
| #   | Título                      | Autor          | Tiempo |
| --- | --------------------------- | -------------- | ------ |
| 1.  | "Crossfire"                 | (Ian Anderson) | 3:55   |
| 2.  | "Fylingdale Flyer"          | (Ian Anderson) | 4:35   |
| 3.  | "Working John, Working Joe" | (Ian Anderson) | 5:04   |
| 4.  | "Black Sunday"              | (Ian Anderson) | 6:35   |
| 5.  | "Protect and Survive"       | (Ian Anderson) | 3:36   |
| 6.  | "Batteries not Included"    | (Ian Anderson) | 3:52   |
| 7.  | "Uniform"                   | (Ian Anderson) | 3:34   |
| 8.  | "4.W.D. (Low Ratio)"        | (Ian Anderson) | 3:42   |
| 9.  | "The Pine Marten's Jig"     | (Ian Anderson) | 3:28   |
| 10. | "And Further On"            | (Ian Anderson) | 4:21   |

La edición de 2004 incluyó también el vídeo Slipstream, que alterna una interpretación en directo de este álbum, en el Royal Albert Hall, con vídeos de canciones del pasado.

## Intérpretes
- Ian Anderson: flauta y voces].
- Martin Barre: guitarra eléctrica.
- Mark Craney: batería.
- Dave Pegg: bajo.
- Eddie Jobson: teclados y violín eléctrico.